# Elezioni politiche suppletive in Francia del 1975
Le elezioni politiche suppletive francesi del 1975 sono le elezioni tenute in Francia nel corso del 1975 per eleggere deputati dell'assemblea nazionale dei collegi uninominali rimasti vacanti. 

## Risultati

### 7° collegio della Senna Marittima
Le elezioni politiche suppletive nel 7° collegio della Senna Marittima si sono tenute il 12 marzo, in seguito alle dimissioni di Maurice Georges. Poiché nessun candidato ha ottenuto la maggioranza dei voti al primo turno, stato necessario procedere al ballottaggio il 19 marzo. 
| Partito                            | Partito                            | Candidato                          | Primo turno 12 marzo | Primo turno 12 marzo | Ballottaggio 19 marzo | Ballottaggio 19 marzo |
| Partito                            | Partito                            | Candidato                          | Voti                 | %                    | Voti                  | %                     |
| ---------------------------------- | ---------------------------------- | ---------------------------------- | -------------------- | -------------------- | --------------------- | --------------------- |
|                                    | RPR                                | Antoine Rufenacht                  | 17 712               | 33,44                | 32 203                | 53,44                 |
|                                    | PCF                                | Daniel Colliard                    | 16 574               | 31,29                | 28 057                | 46,56                 |
|                                    | PS                                 | Jacqueline Rubé                    | 8 187                | 15,46                |                       |                       |
|                                    | MR                                 | Jean-Marc Olivier                  | 4 980                | 9,40                 |                       |                       |
|                                    | DVD                                | Paul Lanos                         | 3 536                | 6,68                 |                       |                       |
|                                    | PSU                                | Paul Reguer                        | 697                  | 1,32                 |                       |                       |
|                                    | RN                                 | Jean Cadiou                        | 606                  | 1,14                 |                       |                       |
|                                    | LCR                                | Jean-Marie Toullec                 | 404                  | 0,76                 |                       |                       |
|                                    | LO                                 | Abd-el-Krim Ben Lahoussine         | 267                  | 0,50                 |                       |                       |
|                                    |                                    |                                    |                      |                      |                       |                       |
| Iscritti                           | Iscritti                           | Iscritti                           | 84 114               | 100,00               | 84 114                | 100,00                |
| ↳ Votanti (% su iscritti)          | ↳ Votanti (% su iscritti)          | ↳ Votanti (% su iscritti)          | 52 963               | 62,97                | 60 260                | 71,64                 |
| ↳ Voti validi (% su votanti)       | ↳ Voti validi (% su votanti)       | ↳ Voti validi (% su votanti)       | 52 963               | 100,00               | 60 260                | 100,00                |
| ↳ Schede non valide (% su votanti) | ↳ Schede non valide (% su votanti) | ↳ Schede non valide (% su votanti) | 0                    | 0,00                 | 0                     | 0,00                  |
| ↳ Astenuti (% su iscritti)         | ↳ Astenuti (% su iscritti)         | ↳ Astenuti (% su iscritti)         | 31 151               | 37,03                | 23 854                | 28,36                 |
|                                    |                                    |                                    |                      |                      |                       |                       |
|                                    | Esito: collegio passa da UDR a RPR |                                    |                      |                      |                       |                       |

### 2° collegio di Vienne
Le elezioni politiche suppletive nel 2° collegio di Vienne si sono tenute il 12 ottobre, in seguito alla morte di Robert Gourault, supplente del membro del governo Pierre Abelin. Poiché nessun candidato ha ottenuto la maggioranza dei voti al primo turno, stato necessario procedere al ballottaggio il 19 ottobre. 
| Partito                            | Partito                            | Candidato                          | Primo turno 12 ottobre | Primo turno 12 ottobre | Ballottaggio 19 ottobre | Ballottaggio 19 ottobre |
| Partito                            | Partito                            | Candidato                          | Voti                   | %                      | Voti                    | %                       |
| ---------------------------------- | ---------------------------------- | ---------------------------------- | ---------------------- | ---------------------- | ----------------------- | ----------------------- |
|                                    | CD                                 | Pierre Abelin                      | 21 467                 | 49,41                  | 27 418                  | 52,61                   |
|                                    | PS                                 | Édith Cresson                      | 9 775                  | 22,50                  | 24 700                  | 47,39                   |
|                                    | PCF                                | Paul Fromonteil                    | 9 339                  | 21,50                  |                         |                         |
|                                    | MR                                 | André Roussel                      | 1 987                  | 4,57                   |                         |                         |
|                                    | LO                                 | Robert Cerisier                    | 683                    | 1,57                   |                         |                         |
|                                    | EXD                                | Jean Hourcq                        | 196                    | 0,45                   |                         |                         |
|                                    |                                    |                                    |                        |                        |                         |                         |
| Iscritti                           | Iscritti                           | Iscritti                           | 52 118                 | 100,00                 | 52 118                  | 100,00                  |
| ↳ Votanti (% su iscritti)          | ↳ Votanti (% su iscritti)          | ↳ Votanti (% su iscritti)          | 43 447                 | 83,36                  | 52 118                  | 100,00                  |
| ↳ Voti validi (% su votanti)       | ↳ Voti validi (% su votanti)       | ↳ Voti validi (% su votanti)       | 43 447                 | 100,00                 | 52 118                  | 100,00                  |
| ↳ Schede non valide (% su votanti) | ↳ Schede non valide (% su votanti) | ↳ Schede non valide (% su votanti) | 0                      | 0,00                   | 0                       | 0,00                    |
| ↳ Astenuti (% su iscritti)         | ↳ Astenuti (% su iscritti)         | ↳ Astenuti (% su iscritti)         | 8 671                  | 16,64                  | 0                       | 0,00                    |
|                                    |                                    |                                    |                        |                        |                         |                         |
|                                    | Esito: collegio confermato a CD    |                                    |                        |                        |                         |                         |

## Riepilogo
| Data 1º turno | Ballottaggio | Circoscrizione  | Collegio | Parlamentare uscente | Partito | Parlamentare eletto | Partito |
| ------------- | ------------ | --------------- | -------- | -------------------- | ------- | ------------------- | ------- |
| 12 marzo      | 19 marzo     | Senna Marittima | 7°       | Olivier Guichard     | UDR     | Antoine Rufenacht   | RPR     |
| 12 ottobre    | 19 ottobre   | Vienne          | 2°       | Pierre Abelin        | CD      | Pierre Abelin       | CD      |